# La Crosse (Wisconsin)
La Crosse ist eine Stadt (mit dem Status „City“) und Verwaltungssitz des La Crosse County im US-amerikanischen Bundesstaat Wisconsin. Das U.S. Census Bureau ermittelte bei der Volkszählung 2020 eine Einwohnerzahl von 52.680.
La Crosse ist das Zentrum der bundesstaatenübergreifenden Metropolregion La Crosse Metropolitan Area und Sitz des Bistums La Crosse.

## Geografie
La Crosse liegt an der Einmündung Black River und des La Crosse River in den Mississippi, der die Grenze zu Minnesota bildet. Die Insel French Island liegt wenige Kilometer stromaufwärts des Stadtzentrums und gehört teilweise zum Stadtgebiet. Der am Mississippi gelegene Schnittpunkt der drei Bundesstaaten Wisconsin, Minnesota und Iowa befindet sich 35,3 km südlich.
La Crosse liegt in der Driftless Area genannten eiszeitlich geformten Region, die sich über das südöstliche Minnesota, das südwestliche Wisconsin, das nordöstliche Iowa und das äußerste nordwestliche Illinois erstreckt. Bei der letzten Eiszeit, der so genannten Wisconsin Glaciation, blieb die Region eisfrei, sodass sich die Flusstäler auch während dieser Zeit tiefer in das Plateau einschneiden konnten.
Die geografischen Koordinaten von La Crosse sind 43°48′48″ nördlicher Breite und 91°13′59″ westlicher Länge. Das Stadtgebiet erstreckt sich über eine Fläche von 57,4 km², die sich auf 52,2 km² Land- und 5,2 km² Wasserfläche verteilen.
Nachbarorte von La Crosse sind Onalaska und French Island (an der nördlichen Stadtgrenze), Holmen (23,8 km nördlich), West Salem (21,8 km nordöstlich), Coon Valley (25,7 km südöstlich), Stoddard (17 km südlich) und La Crescent in Minnesota (am gegenüberliegenden Mississippiufer).
Die nächstgelegenen größeren Städte sind Green Bay am Michigansee (325 km ostnordöstlich), Wisconsins Hauptstadt Madison (199 km ostsüdöstlich), Wisconsins größte Stadt Milwaukee (339 km in der gleichen Richtung), Rockford in Illinois (325 km südöstlich), die Quad Cities in Illinois und Iowa (312 km südlich), Cedar Rapids in Iowa (253 km südsüdwestlich), Rochester in Minnesota (124 km westnordwestlich) und die Twin Cities in Minnesota (241 km nordwestlich).
Das La Crosse River Conservancy ist ein Schutzgebiet im Ortsbereich.

## Wirtschaft und Infrastruktur

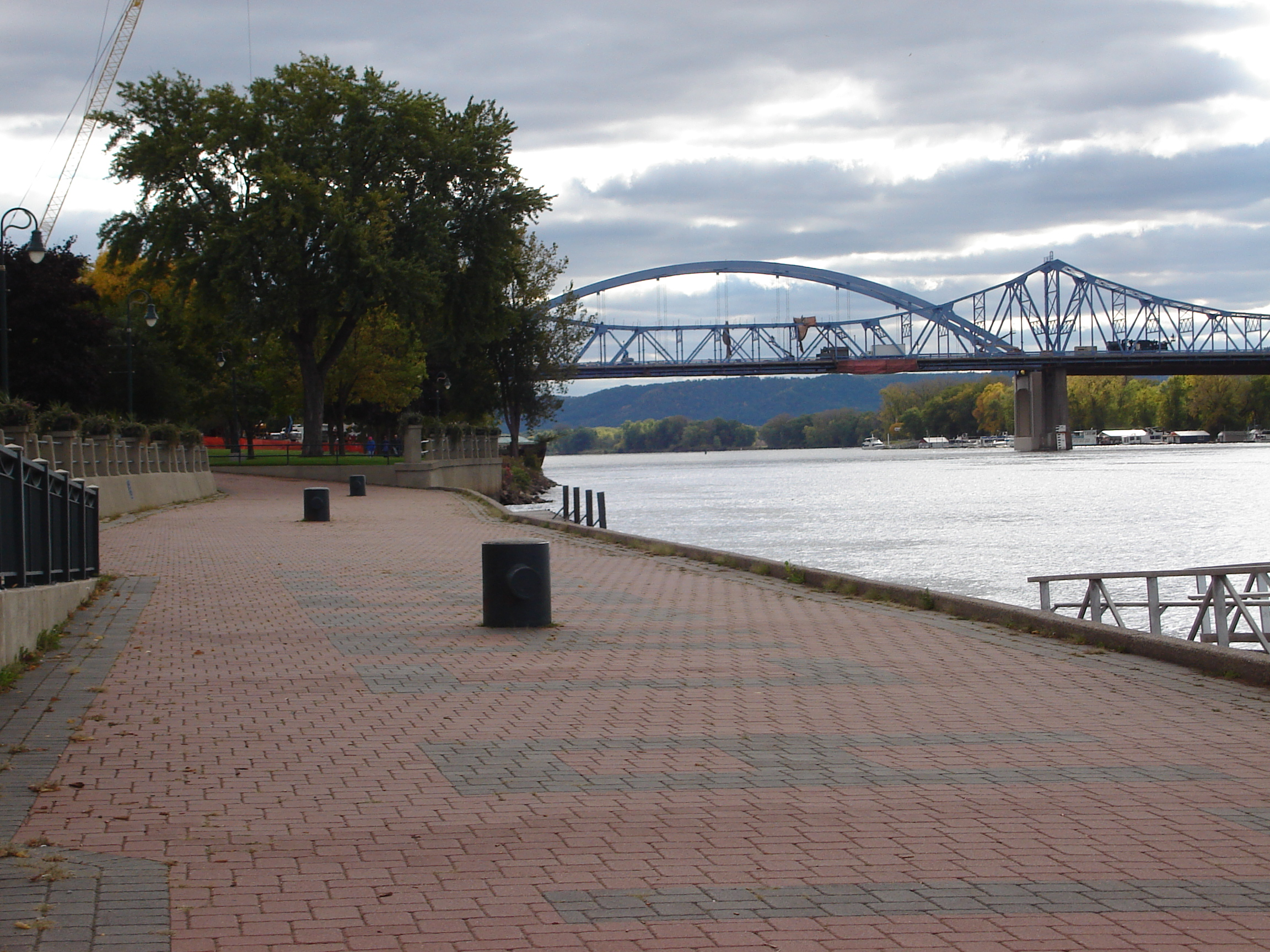
Die Cass Street Bridge über den Mississippi

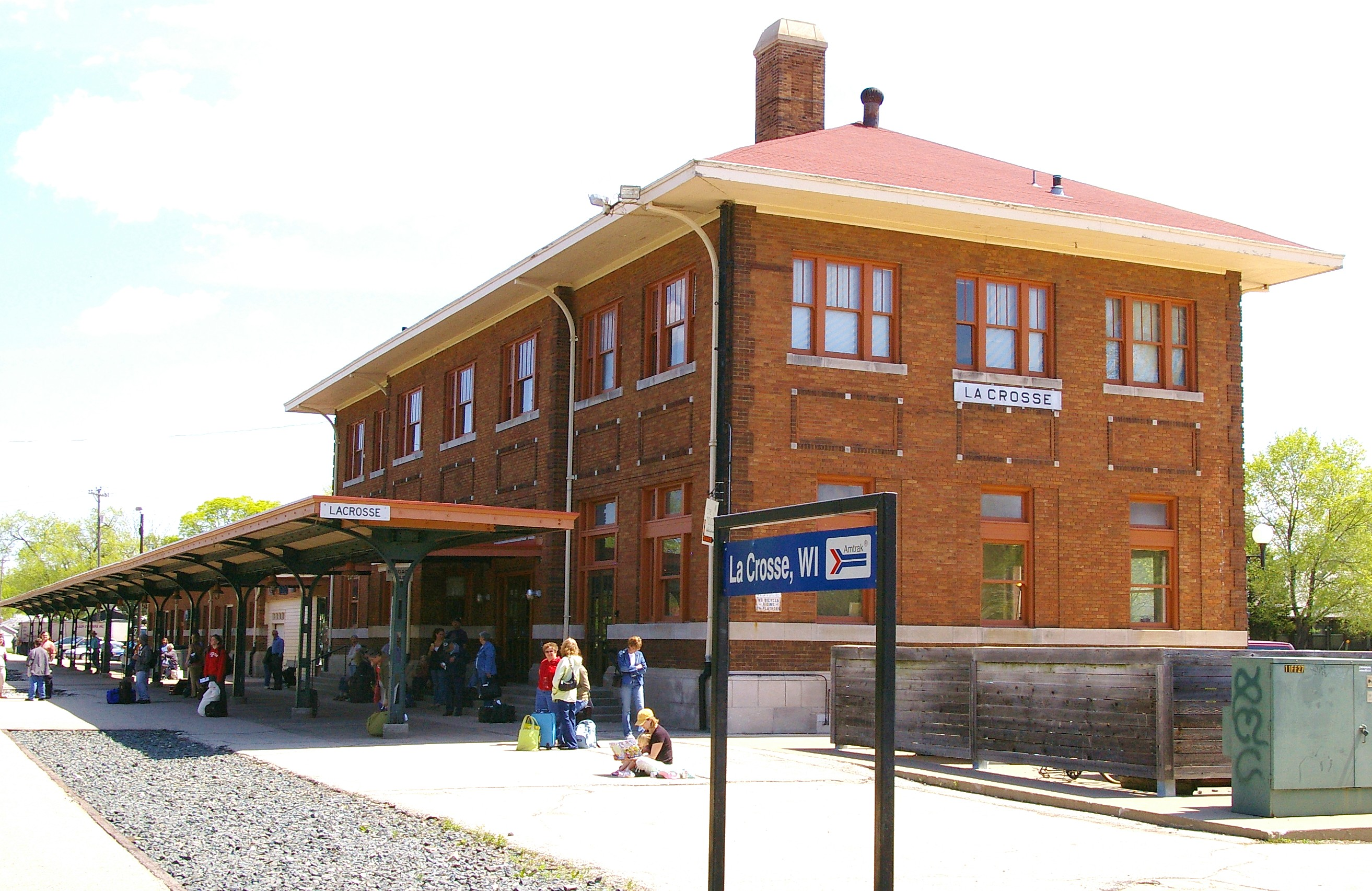
Die Amtrak-Station La Crosse ist seit Dezember 1997 unter der Bezeichnung Chicago, Milwaukee and Saint Paul Railway Passenger Depot im National Register of Historic Places eingetragen.

Heute beherbergt La Crosse zwei große Krankenhäuser und einige Schulen, wie zum Beispiel das Western Technical College, die Viterbo University, die University of Wisconsin-La Crosse, das Akta Lakota Museum und die Aquinas High School. Wichtige Unternehmen sind unter anderem die Handelskette Kwik Trip/Kwik Star (Tankstellen, Convenience Stores & Systemgastronomie)
, welche ihre Unternehmenszentrale in La Crosse hat, die Trane Air Conditioning Company, die City Brewing Company und der Company Store sowie die La Crosse Tribune, welche auch alle ihren Firmensitz in der Stadt haben.
Der Schiffsverkehr auf dem Mississippi, einer der wichtigsten Binnenwasserstraßen des Landes, spielt auch heute noch eine wichtige Rolle.
Die Interstate 90 verläuft von Minnesota über eine Brücke über den Mississippi kommend in West-Ost-Richtung entlang der nördlichen Stadtgrenze. Die auf einer gemeinsamen Strecke verlaufenden US-Highways 14 und 61 gelangen aus südöstlicher Richtung in die Stadt und verlassen auf Höhe des Stadtzentrums diese über die Cass Street Bridge in Richtung Minnesota. Der U.S. Highway 53 erreicht in La Crosse seinen südlichen Endpunkt. Nach Süden bildet der entlang des Mississippi verlaufende Wisconsin State Highway 35 den Wisconsin-Abschnitt der Great River Road. Daneben erreichen in La Crosse noch der aus Nordosten kommende Wisconsin State Highway 16 und der aus östlicher Richtung kommende Wisconsin State Highway 33 ihre jeweiligen westlichen Endpunkte. Alle weiteren Straßen sind untergeordnete Landstraßen, teils unbefestigte Fahrwege sowie innerörtliche Verbindungsstraßen.
Entlang des Mississippi verläuft für den Frachtverkehr eine Eisenbahnlinie der BNSF Railway, der zweitgrößten Eisenbahngesellschaft des Landes. Im Norden der Stadt kreuzt eine Strecke der Canadian Pacific Railway.
Auf hier von der Canadian Pacific Railway gemieteten Gleisen verkehrt der Empire Builder, ein Fernreisezug von Amtrak, der von Chicago nach Seattle und Portland an der Westküste verkehrt. In La Crosse unterhält Amtrak eine Station.
Auf French Island im Norden des Stadtgebiets liegt der La Crosse Regional Airport (11,5 km nördlich des Stadtzentrums), durch den die Stadt über Zubringerflüge zu mehreren Großflughäfen Anschluss an das nationale und internationale Luftverkehrsnetz hat.

## Geschichte
Der ursprüngliche Name der Stadt war Prairie La Crosse, eine Handels- und Versorgungsstation französischer Händler am Mississippi, die im 17. Jahrhundert als erste Weiße in die Region kamen. Der Name geht auf das ursprünglich von den Indianern betriebene Ballspiel Lacrosse zurück.
45 Bauwerke und Bezirke in der Stadt und der näheren Umgebung sind im National Register of Historic Places (NRHP) eingetragen (Stand 18. Oktober 2020), darunter das Chicago, Milwaukee and Saint Paul Railway Passenger Depot, die Gund Brewing Company Bottling Works und der LaCrosse Commercial Historic District.

## Bevölkerung
Nach der Volkszählung im Jahr 2010 lebten in La Crosse 51.320 Menschen in 21.428 Haushalten. Die Bevölkerungsdichte betrug 983,1 Einwohner pro Quadratkilometer. In den 21.428 Haushalten lebten statistisch je 2,18 Personen.
Ethnisch betrachtet setzte sich die Bevölkerung zusammen aus 89,8 Prozent Weißen, 2,3 Prozent Afroamerikanern, 0,6 Prozent amerikanischen Ureinwohnern, 4,9 Prozent Asiaten sowie 0,4 Prozent aus anderen ethnischen Gruppen; 2,1 Prozent stammten von zwei oder mehr Ethnien ab. Unabhängig von der ethnischen Zugehörigkeit waren 2,0 Prozent der Bevölkerung spanischer oder lateinamerikanischer Abstammung.
16,2 Prozent der Bevölkerung waren unter 18 Jahre alt, 70,7 Prozent waren zwischen 18 und 64 und 13,1 Prozent waren 65 Jahre oder älter. 52,1 Prozent der Bevölkerung war weiblich.
Das mittlere jährliche Einkommen eines Haushalts lag bei 39.014 USD. Das Pro-Kopf-Einkommen betrug 21.295 USD. 23,5 Prozent der Einwohner lebten unterhalb der Armutsgrenze.

## Städtepartnerschaften
Die Stadt La Crosse unterhält Partnerschaften zu diesen Städten:
- Bantry, Irland
- Dubna, Russland
- Épinal, Frankreich
- Friedberg, Deutschland
- Førde, Norwegen
- Luoyang, China
- Kumbo, Kamerun
- Junglinster,  Luxembourg

## Söhne und Töchter der Stadt
- William Duncan MacMillan (1871–1948), Mathematiker und Astronom
- Daniel Starch (1883–1979), Psychologe und Marktforscher
- Ford Sterling (1883–1939), Schauspieler und Filmregisseur
- Gardner R. Withrow (1892–1964), Politiker
- Clark Wallace Thompson (1896–1981), Abgeordneter im US-Repräsentantenhaus
- Fletcher Allen (1905–1995), Jazzmusiker, Komponist und Arrangeur
- Eddie Murphy (1905–1973), Eisschnellläufer
- Ed Gein (1906–1984), Serienmörder
- Joseph Losey (1909–1984), Filmregisseur
- Freddie Slack (1910–1965), Pianist und Bigband-Leader
- John Toland (1912–2004), Historiker und Schriftsteller
- Louis Tomlinson Benezet (1915–2002), Pädagoge, Bildungspolitiker und vielfacher Universitätspräsident
- Patrick J. Lucey (1918–2014), Gouverneur von Wisconsin
- John Joseph Paul (1918–2006), römisch-katholischer Bischof von La Crosse
- Alice Whyte (1922–2015), Jazzmusikerin
- Norman Bean (* 1925), Kameramann und Dokumentarfilmer
- Mike O’Callaghan (1929–2004), Gouverneur des Bundesstaats Nevada
- Gary K. Nelson (1935–2013), Jurist und Politiker
- Charles Dierkop (1936–2024), Schauspieler
- Tim Gullikson (1951–1996), Tennisspieler und -trainer
- Tom Gullikson (* 1951), Tennisspieler und -trainer
- Scott Thorson (1959–2024), Schausteller, Liebhaber von Liberace
- Ron Kind (* 1963), Politiker
- E. E. Knight (* 1965), Schriftsteller
- Jason Miller (* 1980), Kampfsportler
- Johnny Davis (* 2002), Basketballspieler

## Mit La Crosse verbunden
- Constantin Maria von Droste zu Hülshoff (1841–1901), deutscher Franziskanerminorit in der Diözese La Crosse.
- Valentine Oehler (* 1821 Kröbern, Thüringen; † 1877 Fillmore, WI.) und Gottfried Oehler (* 1824 Kröbern, Thüringen; † 1895, Mormon Coulee, Shelby, La Crosse (Wisconsin)), Gründer der Oehler Mill